# Alejandro Rosette
Alejandro Rosette (* 15. September 1987) ist ein mexikanischer Eishockeyspieler, der seit 2014 bei den Pumas Distrito Federal in der Liga Mexicana Élite unter Vertrag steht.

## Karriere
Alejandro Rosette begann seine Karriere bei Galerias Reforma. Als 2010 die semi-professionelle Liga Mexicana Élite gegründet wurde, wechselte er zu den Aztec Eagle Warriors, einem der vier Gründungsclubs der Liga. 2014 ging er zu den Pumas Distrito Federal.

### International
Im Juniorenbereich spielte Carrero für Mexiko bei den U18-Weltmeisterschaften 2004 in der Division III und 2005 in der Division II sowie den U20-Weltmeisterschaften der Division III 2004 und 2005 und der Division II 2006 und 2007.
Mit der Herren-Nationalmannschaft nahm Carrero an den Weltmeisterschaften der Division III 2005 sowie der Division II 2006, 2007, 2008, 2009, 2010, 2011, 2013, 2015, 2016 und 2018 teil. Zudem nahm er an den Qualifikationsturnieren für die Olympischen Winterspiele in Vancouver 2010 und in Sotschi 2014 teil, bei denen die mexikanische Mannschaft aber jeweils bereits in der Vorqualifikation ausschied.

## Erfolge und Auszeichnungen
- 2004 Aufstieg in die Division II bei der U18-Weltmeisterschaft der Division III
- 2005 Aufstieg in die Division II bei der U20-Weltmeisterschaft der Division III
- 2005 Aufstieg in die Division II bei der Weltmeisterschaft der Division III